# Баксаны
Баксаны также Бэксань (рум. Băxani) — село в Сорокском районе Молдавии. Относится к сёлам, не образующим коммуну.

## География
Село расположено на высоте 249 метров над уровнем моря.

## Население
По данным переписи населения 2004 года, в селе Бэксань проживает 915 человек (416 мужчин, 499 женщин).
Этнический состав села:
| Национальность | Число жителей | Процентный состав |
| -------------- | ------------- | ----------------- |
| молдаване      | 896           | 97,92             |
| румыны         | 10            | 1,09              |
| украинцы       | 5             | 0,55              |
| русские        | 4             | 0,44              |
| Всего          | 915           | 100 %             |